# Isla Graciosa
Para ver información sobre la isla del mismo nombre en las islas Canarias, La Graciosa.

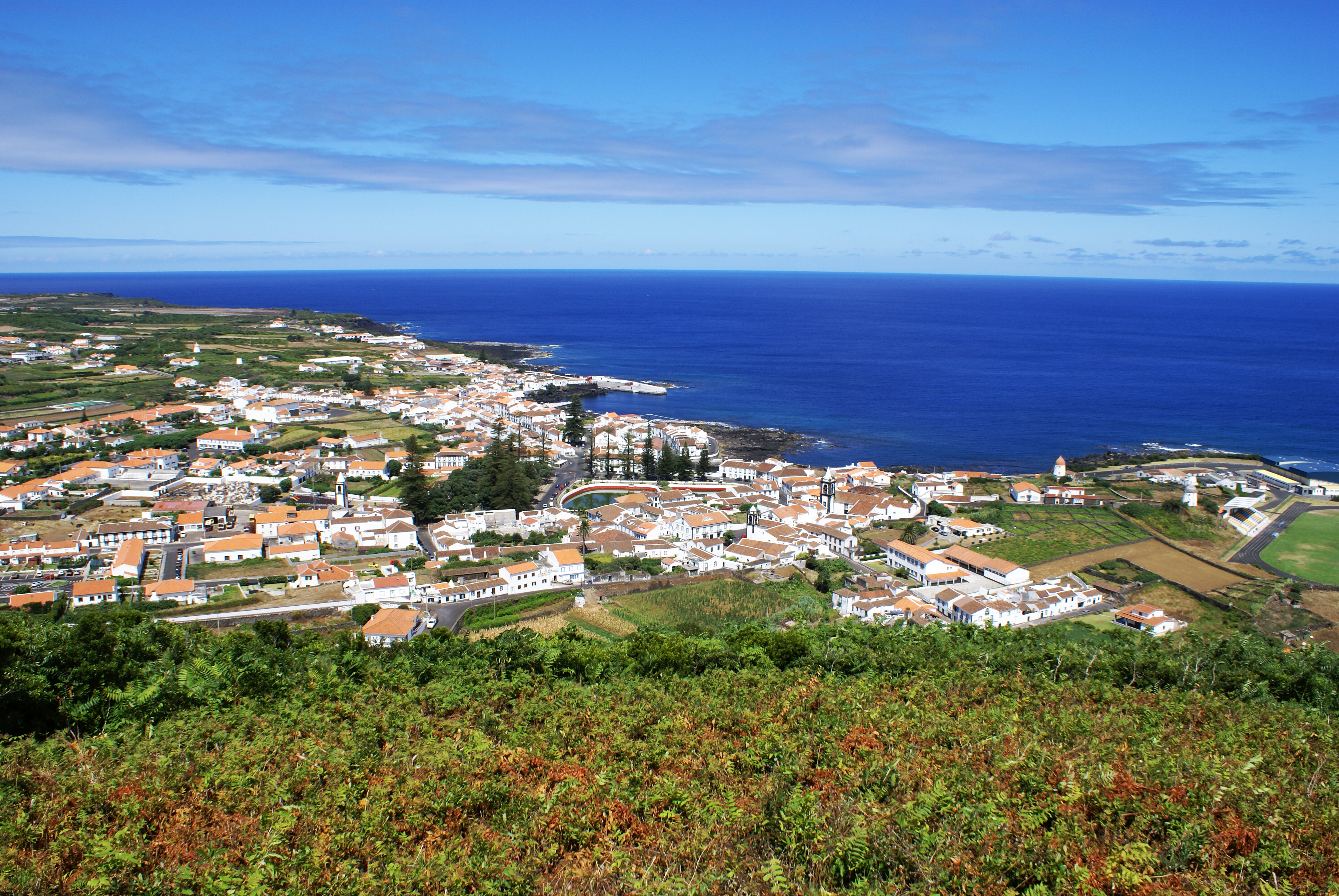
Santa Cruz da Graciosa, en la Isla Graciosa.

La isla Graciosa (en portugués, ilha Graciosa) pertenece al grupo central del archipiélago de las Azores, Portugal. Tiene un área de 60,84 km² y una población de 5500 habitantes. Mide 10 km de largo y 7 km de ancho.  
Según algunos autores, fue descubierta el 2 de mayo de 1450, siendo su primer poblador Vasco Gil Sodré, natural de Montemor-o-Velho y que llegó con su familia desde isla Terceira.
La isla es de origen volcánico, con un relieve muy acentuado en la parte meridional donde se sitúa el pico de la Caldeira (402 m). En la costa, accidentada, se abren dos bahías donde se sitúa el puerto de Vila da Praia y Santa Cruz da Graciosa (con 4780 habitantes según el censo de 2001).

## Historia

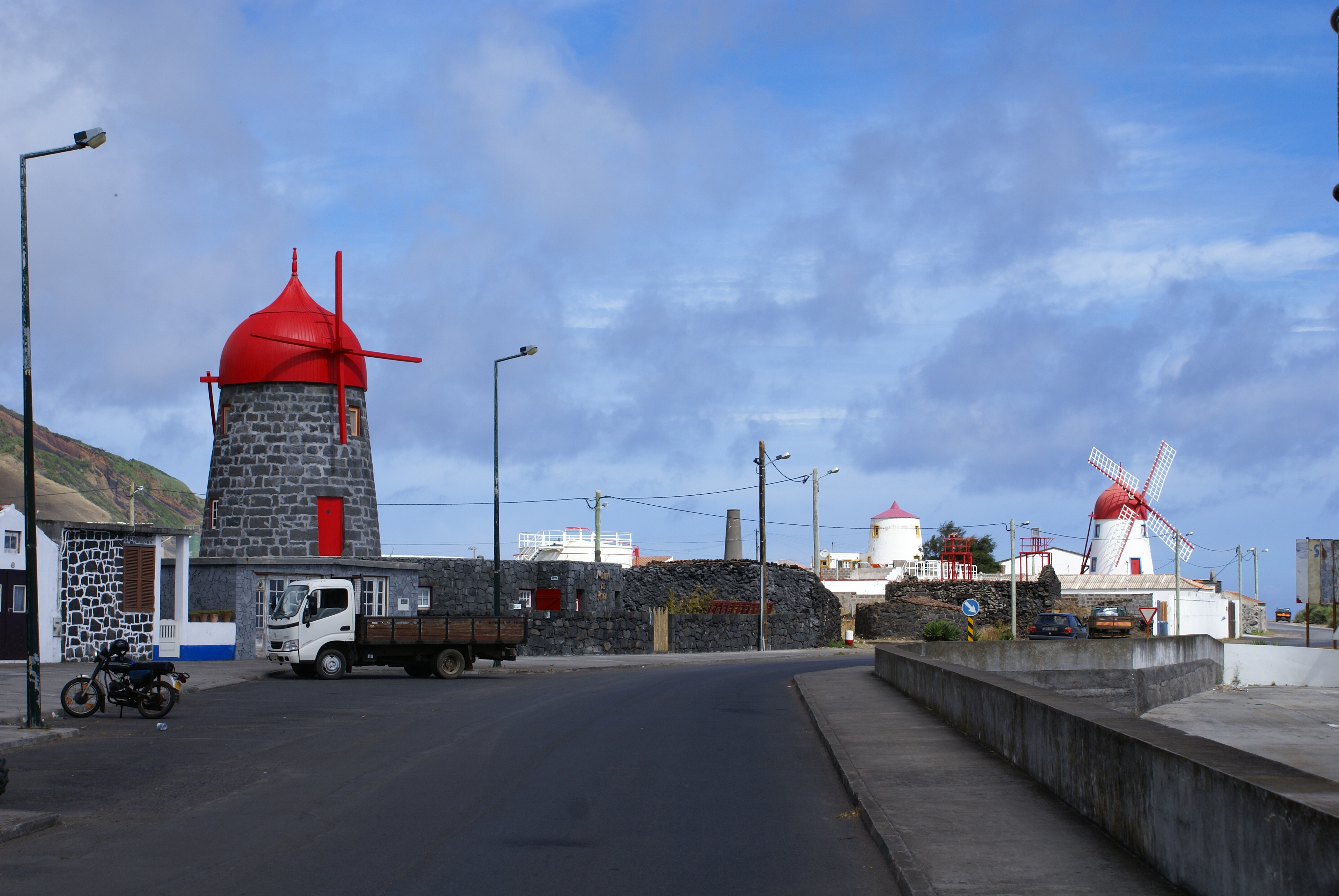
Molinos de viento tradicionales de la isla Graciosa.

La fecha de descubrimiento de esta isla es desconocida pero tradicionalmente se considera la del 2 de mayo de 1450.
Los primeros colonos como Vasco Gil Sodré, se establecieron en Carapacho, una zona de costa baja y abrigada del suroeste. Más tarde el poblamiento se desplazó hacia el norte. La capitanía de la parte norte de la isla, que era la más fértil, fue entregada a Pedro Correia da Cunha, natural de la isla de Porto Santo y co-cuñado de Cristóbal Colón.
Por el hecho de tener las costas bajas que permiten el desembarco en muchos puntos y por tener poca población la isla fue atacada varias veces por los corsarios de los siglos XVI al XVII.
La economía local se basó en la agricultura, la ganadería y la viña. Así como se mantenían estrechos contactos comerciales con la isla de Terceira.
Entre los visitantes destacan el padre António Vieira (1654), el escritor François-René de Chateaubriand (1791), el escritor portugués Almeida Garrett (1814), el príncipe Alberto I de Mónaco (1879) a bordo del yate "Hirondelle" , cuando estudiaba la vida marina.
Entre los terremotos sufridos se destaca el del 13 de junio de 1730 que destruyó la población de Luz. El terremoto de las Azores de 1980 también causó daños materiales.
Con la emigración a Estados Unidos en las décadas de 1950, 1960 y 1970, y la migración interna dentro de la isla entró en un proceso de recesión demográfica que en la actualidad condiciona socioeconómicamente la sostenibilidad de la isla.
Esta isla fue declarada Reserva de la Biosfera por la UNESCO en septiembre de 2007, ya que tiene una amplia flora macaronésica. También se creó el parque natural de la isla Graciosa.

## Geografía
La isla Graciosa está al noroeste de la estructura tectónica que recibe el nombre de Rift de Terceira. Por eso la isla Graciosa tiene una configuración alargada.
La línea de la costa está muy accidentada con pequeñas calas y es baja excepto en un trozo noroeste donde tiene 200 m de altitud.
El territorio es en general aplanado con carácter volcánico.
El macizo de Caldeira ocupa el tercio sureste de la isla con una morfología diferenciada del resto de la isla, en su interior tiene una caldera de bordes bien marcadas de 600 m de ancho y 900 m de longitud. En el centro de la caldera está la Furna do Enxofreu y un pequeño campo de fumarolas.
En la costa sureste y sobre el macizo hay fuentes termales con un establecimiento termal Termas do Carapacho, uno de los establecimientos termales más antiguos de las Azores.

### Geología
La isla Graciosa es un edificio volcánico compuesto por tres unidades denominadas: Complejo volcánico de Serra das Fontes; Complejo volcánico de Sierra Rama; y Volcán central. El suelo es predominantemente basáltico con vulcanismo en general de baja explosividad.

## Demografía
Solo hay un municipio, el de Santa Cruz da Graciosa, dividido en cuatro freguesias:
- Villa de santa Cruz, la sede del municipio y principal población de la isla;
- Vila da Praia, una villa histórica antes también un municipio extinto en el siglo XIX;
- Guadalupe, la mayor población rural de la isla;
- Luz, conocida localmente como Sul, ya que está al sur de la isla.

| Evolución de la población de la isla Graciosa | Evolución de la población de la isla Graciosa | Evolución de la población de la isla Graciosa | Evolución de la población de la isla Graciosa | Evolución de la población de la isla Graciosa | Evolución de la población de la isla Graciosa | Evolución de la población de la isla Graciosa | Evolución de la población de la isla Graciosa | Evolución de la población de la isla Graciosa | Evolución de la población de la isla Graciosa | Evolución de la población de la isla Graciosa | Evolución de la población de la isla Graciosa | Evolución de la población de la isla Graciosa | Evolución de la población de la isla Graciosa | Evolución de la población de la isla Graciosa | Evolución de la población de la isla Graciosa |
|                                               | 1844                                          | 1864                                          | 1878                                          | 1890                                          | 1900                                          | 1911                                          | 1920                                          | 1930                                          | 1940                                          | 1950                                          | 1960                                          | 1970                                          | 1981                                          | 1991                                          | 2001                                          |
| --------------------------------------------- | --------------------------------------------- | --------------------------------------------- | --------------------------------------------- | --------------------------------------------- | --------------------------------------------- | --------------------------------------------- | --------------------------------------------- | --------------------------------------------- | --------------------------------------------- | --------------------------------------------- | --------------------------------------------- | --------------------------------------------- | --------------------------------------------- | --------------------------------------------- | --------------------------------------------- |
| Guadalupe (Santa Cruz da Graciosa)            | 3 032                                         | 2 690                                         | 2 616                                         | 2 676                                         | 2 718                                         | 2 485                                         | 2 479                                         | 2 732                                         | 3 087                                         | 3 223                                         | 3 013                                         | 2 562                                         | 1 736                                         | 1 554                                         | 1 306                                         |
| Luz (Santa Cruz da Graciosa)                  | 1 797                                         | 1 746                                         | 1 812                                         | 1 803                                         | 1 905                                         | 1 819                                         | 1 830                                         | 2 052                                         | 2 248                                         | 2 277                                         | 2 005                                         | 1 535                                         | 1 000                                         | 887                                           | 735                                           |
| Praia (Santa Cruz da Graciosa)(S. Mateus)     | 2 020                                         | 1 849                                         | 1 709                                         | 1 732                                         | 1 588                                         | 1 374                                         | 1 301                                         | 1 448                                         | 1 580                                         | 1 634                                         | 1 547                                         | 1 320                                         | 1 034                                         | 965                                           | 901                                           |
| Santa Cruz (freguesia)                        | 2 808                                         | 2 433                                         | 2 308                                         | 2 229                                         | 2 148                                         | 1 925                                         | 1 867                                         | 2 238                                         | 2 278                                         | 2 383                                         | 2 104                                         | 1 955                                         | 1 607                                         | 1 783                                         | 1 838                                         |
| Graciosa                                      | 9 657                                         | 8 718                                         | 8 445                                         | 8 440                                         | 8 359                                         | 7 603                                         | 7 477                                         | 8 470                                         | 9 191                                         | 9 617                                         | 8 669                                         | 7 420                                         | 5 377                                         | 5 189                                         | 4 780                                         |

- Fuente: DREPA (Aspectos demográficos - Açores 1978) y Serviço Regional de Estatística dos Açores (SREA).